# Lygodium articulatum
Lygodium articulatum är en ormbunkeart som beskrevs av Achille Richard. Lygodium articulatum ingår i släktet Lygodium och familjen Lygodiaceae. Inga underarter finns listade.